# Петрова Тетяна Володимирівна
Петрова Тетяна Володимирівна (22 травня 1973) — російська ватерполістка.
Призерка Олімпійських Ігор 2000 року, учасниця 2004 року.
Призерка Чемпіонату світу з водних видів спорту 2003 року.